# Zelia spectabilis
Zelia spectabilis là một loài ruồi trong họ Tachinidae.